# كأس الأمير 1967–68
أقيمت قرعة كأس الأمير في موسم 1967/1968 على الشكل التالي :

## الدور التمهيدي
- نادي الكويت (3) × نادي السالمية (0)
- نادي الشباب الكويتي (0) × نادي اليرموك (0) (تأهل الشباب بعد انسحاب اليرموك)
- نادي الفحيحيل (3) × نادي خيطان (2)
- نادي النصر الكويتي (2) × نادي التضامن الكويتي (1)

## الدور الربع نهائي
- نادي الشباب الكويتي (4) × نادي كاظمة (2)
- نادي العربي الكويتي (1) × نادي الفحيحيل (0)
- نادي القادسية الكويتي (5) × نادي النصر الكويتي (0)
- نادي الكويت (3) × نادي الشهداء (2)

## الدور قبل النهائي
- نادي القادسية الكويتي (3) × نادي الشباب الكويتي (0)
- نادي العربي الكويتي (2) × نادي الكويت (0)

## النهائي
- نادي القادسية الكويتي (2) × نادي العربي الكويتي (1)

سجل أهداف القادسية :
- آدم الحاج
- عبد الله العوضي

سجل هدف العربي :
- نايف جابر الأحمد الصباح

## مقتطفات من البطولة
- أشترك في البطولة 12 نادي بعد انضمام نادي الشهداء.
- تم تسجيل 36 هدف في 11 مباراة.
- أكثر الفرق تسجيلا للأهداف نادي القادسية الكويتي حيث سجل 10 أهداف.
- أقل الفرق تلقيا للأهداف هو نادي القادسية الكويتي بهدف واحد (في النهائي).
- انسحب نادي اليرموك من البطولة بعد احتجاجه على عدم احتساب ضربة جزاء له في مباراته مع نادي الشباب الكويتي.
- هداف البطولة هو كريم نصار بأربعة أهداف.